# الخطيئة المزدوجة وقصص أخرى
الخطيئة المزدوجة وقصص أخرى (بالإنجليزية: Double Sin and Other Stories) هي مجموعة قصص من إنشاء وتأليف الكاتبة الإنجليزية أجاثا كريستي نُشِرَت لأول مرة في الولايات المتحدة عام 1961.

## القصص ونبذة قصيرة لكل قصة

### الخطيئة مزدوجة (Double Sin)
في هذة القضية يتولى الكابتن هستنغز زمام التحقيق في القضية بينما يقف بوارو موقف المتفرج، هل سيكون الكابتن هستنغز قادرًا على كشف غموض القضية وحده؟

### عش الدبابير (Wasp's Nest)
في حفلة المنتزه، يلتقي بوارو بصديق قديم، أحداث هذه القضية مختلفة عما رأيناه سابقًا، فبوارو سيحقق في جريمة لم يتم ارتكابها بعد

### سرقة الياقوتة الملكية (معروفة بمغامرة كعكة العيد) (The Theft of the Royal Ruby)
يتم سرقة الياقوتة الملكية التي تعود لعائلة الملك فاروق في مصر وبذات الوقت يقضي بوارو عطلة عيد الميلاد في منزل إحدى العائلات الإنكليزية بغرض التحري عن السرقة، كيف يمكن للحدثين أن يكونا مرتبطين

### الدليل المزدوج (The Double Clue)
نرى في هذه القضية جانب جديد من بوارو، جانبه الرومانسي لدرجة أننا نراه قد ترك أمور التحقيقات، ليتولاها عنه الكابتن هستنغز والآنسة ليمون، هل سيوفقان في سعيهما وراء الحقيقة؟!

## الترجمة العربية
قام عمر عبد العزيز أمين بترجمة بعض القصص والتي جمعت تحت عنوان «مغامرات بوارو» ونشرت من دار ميوزيك للطبع والنشر. وتحمل الرواية الرقم (82) ضمن السلسلة. كما يلي:
- الخطيئة مزدوجة (Double Sin)
- عش الزنابير (Wasps' Nest)
- سرقة الياقوتة الملكية (The Theft of the Royal Ruby)
- الدليل المزدوج (The Double Clue)
- آخر جلسة تحضير الأرواح (The Last Seance)
- الملاذ أو المذبح (Sanctuary)

وايضاً قام مازن نفاع بترجمة بعض القصص ونشرت مع مجموعة قصص أخرى في المجموعة القصصية «أسرار المدافن المصرية» صدرت ضمن منشورات دارعلاء الدين وهي:
- سرقة الياقوت الأحمر الملكي" The Theft of the Royal Ruby
- عقد الراقصة الثمين" Sanctuary

ترجمة القصة The Double Clue ايضاً بعنوان «الأميرة الروسية» بواسطة محمد عبد المنعم ونشرت ضمن مجموعة قصص معنونة بعنوان «الساحرة» الشركة الشرقية للنشر والتوزيع.